# UHF
UHF er en forkortelse for det engelske tekniske begreb Ultra High Frequency ("Ultra Høj Frekvens"), hvilket er elektromagnetiske bølger med en frekvens (fra men ikke med) 300 MHz - 3.000 MHz.
I UHF-båndet er man mere afhængig af at der er optisk sigt (line-of-sight) mellem sende- og modtageantenner, da UHF-signaler ikke følger jordens krumning i samme grad som lavere frekvenser. Så UHF-sendere med høj effekt (over 50-100W) er et sjældent syn, da det ikke er sendeeffekten, der er afgørende for rækkevidden.